# ناورات (ایفل)
ناورات (به آلمانی: Naurath) یک شهر در آلمان است که در تریر-زاربورگ واقع شده‌است. ناورات ۳۹۲ نفر جمعیت دارد.